# Lancang Garam
Lancang Garam is een bestuurslaag in het regentschap Lhokseumawe van de provincie Atjeh, Indonesië. Lancang Garam telt 1770 inwoners (volkstelling 2010).